# Djævlefrugt
Djævlefrugt er en mystisk frugt, som findes i mangaen One Piece.
Det siges, at havets djævel har forvandlet sig til dem. Den, der spiser en djævlefrugt, vil blive forbandet af havet, og kan derfor ikke længere svømme. Man bliver også sårbar over for havsten. Der findes mange forskellige djævlefrugter, der bliver opdelt i tre kategorier: Paramecia, Zoan og Logia.
Her følger en liste over de djævlefrugter, der indtil videre er kendt.

## Paramecia
Paramecia er den mest udbredte. Den, der spiser en Paramecia-frugt, vil få overmenneskelige kræfter. Der er også mindre kategorier for den slags. Luffys djævlefrugt er f.eks. altid aktiv, mens andre som Miss Doublefinger kan aktivere deres kræfter, og endelig er der også nogle, hvis krop slet ikke ændrer sig, som Foxys djævlekræfter. Kort fortalt giver en Paramecia frugt alle evner der ikke omhandler at forvandle sig til et element som en Logia, eller dyre transformation som en Zoan.

## Zoan
Zoan er den næst mest udbredte type af frugter. Den, der spiser en Zoan-frugt, vil få evnen til at forvandle sig til et dyr. Man kan opnå tre stadier. Et, hvor man er et normalt dyr. Et andet, hvor man er halvt dyr, halvt menneske. Og et tredje, hvor man er et normalt menneske. Det er ganske vist muligt, med lidt træning, at forvandle sig til mere end tre stadier. Tony Tony Chopper har opfundet Rumbleball. Hvis han spiser den, får han evnen til at få fire nye stadier i tre minutter. Det siges også, at folk, der kan forvandle sig til rovdyr, er mere blodtørstige end folk, der kan forvandle sig til byttedyr.

## Logia
Logia-frugterne er de mest sjældne. Den, der spiser en Logia-frugt, vil få evnen til at forvandle sig til et element, dvs. at man kan forvandle sig til f.eks. røg, ild og sand.